# Skanderborg Festival
Lo Skanderborg Festival è un festival musicale che si tiene ogni anno nel secondo fine settimana di agosto in Danimarca.
Il fatto di svolgersi in una bella foresta di faggi nelle vicinanze di Skanderborg gli ha dato il nome di "Danmarks Smukkeste Festival", traducibile come "Festival più bello della Danimarca".
Vengono proposti diversi generi musicali, come il rock, il pop, il folk, l'heavy metal, l'hip-hop e la musica elettronica, con artisti sia di fama locale che internazionale.
La prima edizione del festival si tenne nel 1980, concentrata in un solo giorno, in cui si esibirono 7 complessi di fronte a circa 600 spettatori. Nel 2009 si è svolta la trentesima edizione.
Oggi quello di Skanderborg è il secondo festival della Danimarca (dopo quello di Roskilde), ed attira più di 45000 persone ai concerti, compresi 8500 collaboratori, in massima parte volontari.